# Pomnik Syreny w Warszawie (Powiśle)
Pomnik Syreny – monument znajdujący się przy ul. Wybrzeże Kościuszkowskie w Warszawie.

## Opis
Pomnik autorstwa Ludwiki Nitschowej powstał z inicjatywy prezydenta miasta Stefana Starzyńskiego. 
Pierwotna koncepcja monumentu wykonanego z zielonego szkła, o wysokości ok. 20 metrów, przedstawiającego postać Syreny ustawioną na filarze pośrodku Wisły, okazała się zbyt kosztowna i trudna technicznie w realizacji. Ostatecznie zdecydowano się na ustawienie nad brzegiem rzeki tradycyjnego monumentu.
Dla prac nad rzeźbą Syreny Starzyński udostępnił rzeźbiarce halę nieczynnej kotłowni na terenie Zespołu Stacji Filtrów przy ul. Koszykowej 81. Dyrekcja Stacji Filtrów przydzieliła jej także do pomocy dwóch pracowników fizycznych. Praca nad rzeźbą trwała kilka miesięcy, prawdopodobnie od jesieni 1936 lub początku 1937. Do opracowania głowy i korpusu Syreny Nitschowej pozowała studentka etnografii Uniwersytetu Warszawskiego Krystyna Krahelska. Była to kuzynka Wandy Krahelskiej-Filipowicz, przyjaciółki rzeźbiarki. Nitschowa opisała Krahelską jako „wysoką, świetnie zbudowaną, mocną dziewczynę o słowiańskim, a raczej polskim typie urody”. Przyjęła ona propozycję rzeźbiarki, ale nie rozgłaszała tego faktu wśród znajomych. Pozowała jej w pozycji klęczącej, trzymając w prawej ręce miecz. Twarz Syreny nie jest jednak jej twarzą, a rzeźbę zaczęto kojarzyć z Krahelską po wojnie, kiedy Nitschowa w jednym z wywiadów ujawniła jej nazwisko.
Model rzeźby został zaprezentowany po raz pierwszy podczas I Ogólnopolskiego Salonu Rzeźby w stołecznym Instytucie Propagandy Sztuki w maju 1937. Była to największa praca ze 155 przyjętych do Salonu.
Wysoka na 2,75 m rzeźba została odlana z brązu w 1938 w warszawskim zakładzie Braci Łopieńskich przy ul. Hożej 55. Z powodu wielkości rzeźby odlewano ją w częściach, które po wygładzeniu i wycyzelowaniu zmontowano przy pomocy śrub, a na końcu wykonano patynowanie.
Monument Syreny planowano ustawić przy ul. Wybrzeże Kościuszkowskie u wylotu ul. Tamka, równolegle do nurtu Wisły. Miejsce wybrał Stefan Starzyński z doradcami oraz Ludwika Nitschowa. Ta lokalizacja miała podkreślać jej związek z rzeką utrwalony w legendzie o symbolu stolicy. Była również zgodna z hasłem Stefan Starzyńskiego „frontem do Wisły”. Miasto pokryło koszty budowy monumentu.
Pomnik został ustawiony nad Wisłą na początku kwietnia 1939.  Nie było oficjalnej uroczystości odsłonięcia, a prasa warszawska zamieściła tylko krótkie wzmianki o nowym monumencie i jego zdjęcia. Do wybuchu II wojny światowej nie zrealizowano także wszystkich elementów jego otoczenia, m.in. rzeźb mew zrywających się do lotu, które miały być umieszczone przy krawędzi basenu. Ich modele i odlewy zostały zniszczone w czasie wojny. Planowano również budowę tarasu widokowego na dolnym bulwarze, aby Syrena mogła być oglądana od strony rzeki.
Rzeźba przedstawia postać Syreny z uniesionym mieczem i tarczą. Jej włosy są zebrane w kok na karku. Wzrok ma skierowany na północ, a jej mocny kobiecy korpus osłania trzymana w lewej ręce okrągła, lekko wypukła tarcza. Na tarczy znajduje się wizerunek orła w koronie, wokół którego biegnie napis „Warszawa”. Syrena ma w tle rzekę i drzewa na praskim brzegu. Autorem cokołu składającego się z trzech bloków piaskowca umieszczonych w basenie był Stanisław Pomian-Połujan.
Monument miał upamiętniać herb Warszawy i przyczynić się do podniesienia estetyki bulwarów wiślanych.
Podczas okupacji niemieckiej żaden z dwóch warszawskich pomników Syreny nie znalazł się na liście monumentów przeznaczonych do rozbiórki. Nie zostały one również zniszczone po upadku powstania warszawskiego. Prawdopodobnie stało się tak, gdyż obydwa znajdowały się nad Wisłą, która od września 1944 stanowiła linię frontu. Pomnik został jednak uszkodzony. W 1949 pracownia Braci Łopieńskich, bez zdejmowania rzeźby z cokołu, załatała 35 drobnych przestrzelin Syreny.
W 1966 monument był remontowany, uruchomiono także fontannę z basenem.

## Inne informacje
- W 1985 w pobliżu pomnika, u wylotu ul. Tamka, wzniesiono zastępczy most saperski na Wiśle nazwany mostem Syreny[22]. W 2000 został on zastąpiony stałym mostem Świętokrzyskim[23].
- W 2006 w pobliżu pomnika odsłonięto tablicę upamiętniającą nadanie w 1939 Warszawie Krzyża Srebrnego Orderu Wojennego Virtuti Militari[24].
- Pomniejszona kopia monumentu znajduje się w Muzeum Powstania Warszawskiego, na wystawie na antresoli pokazującej przebieg walki w sierpniu 1944, w części upamiętniającej Krystynę Krahelską.
- 8 marca 2024 pomnik został oblany farbą w ramach działań aktywistów klimatycznych[25][26][27].

## Galeria

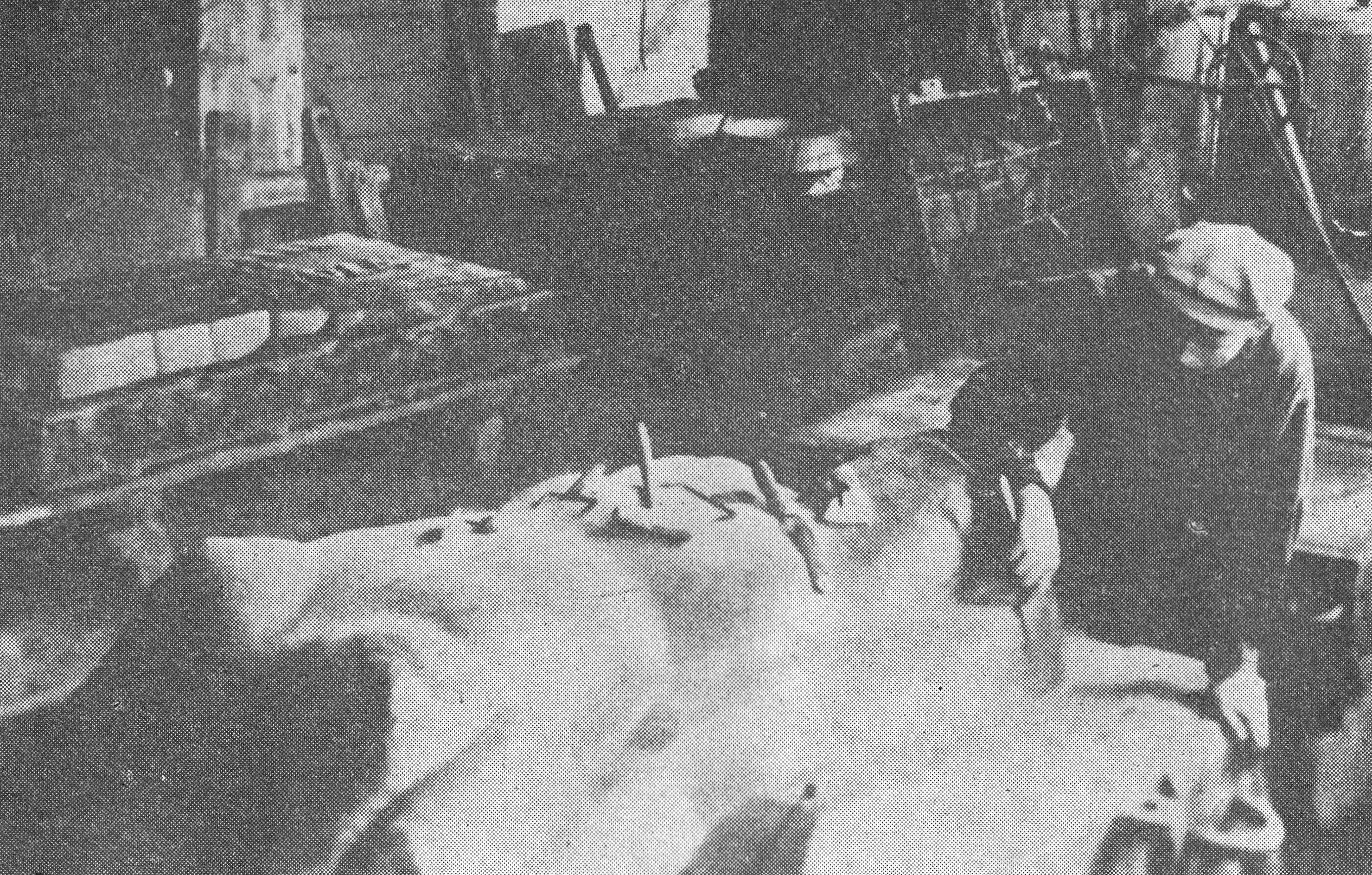
Prace przy wykonywaniu formy negatywowej torsu rzeźby Syreny w pracowni Braci Łopieńskich, 1938
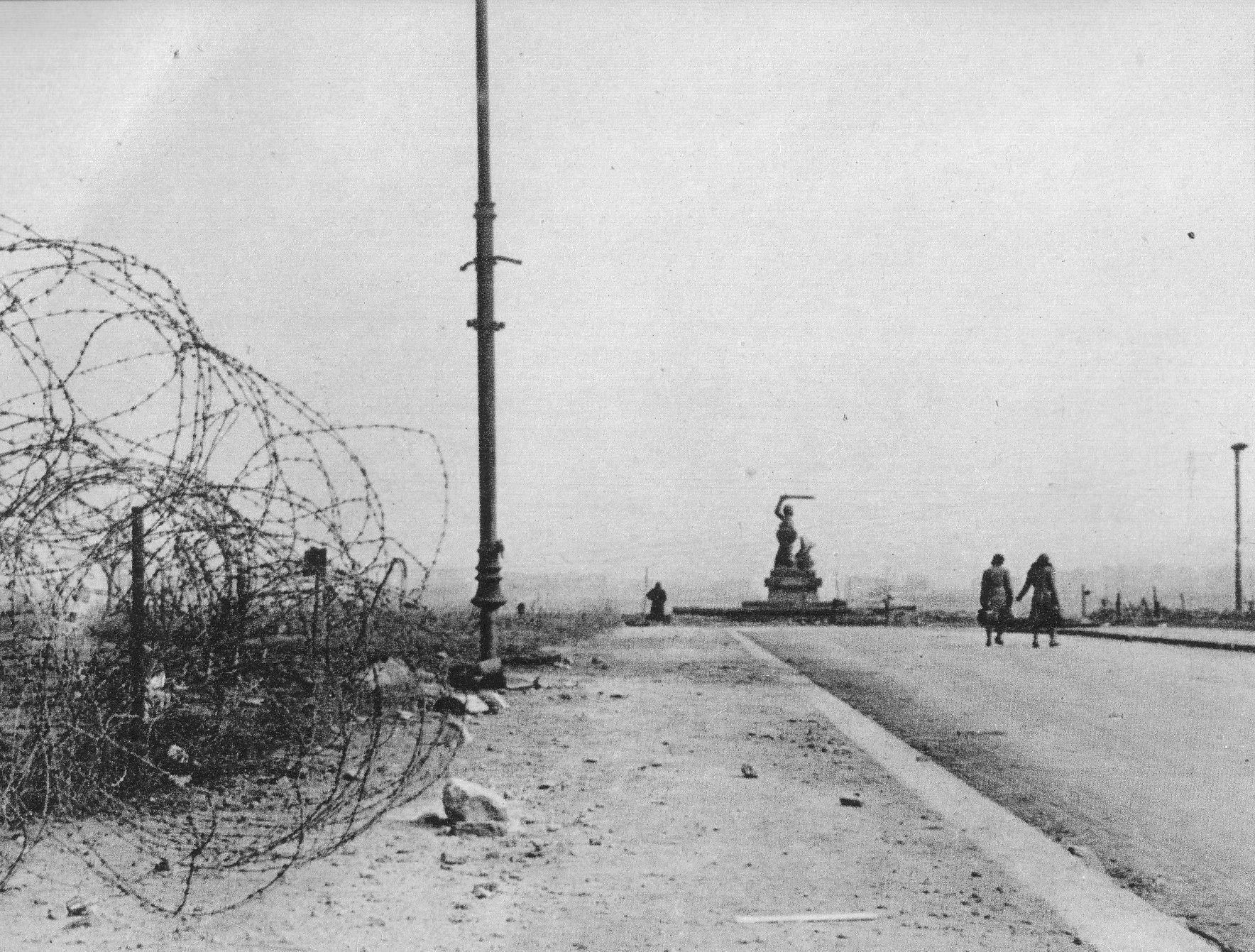
Monument w perspektywie ulicy Tamka po wojnie
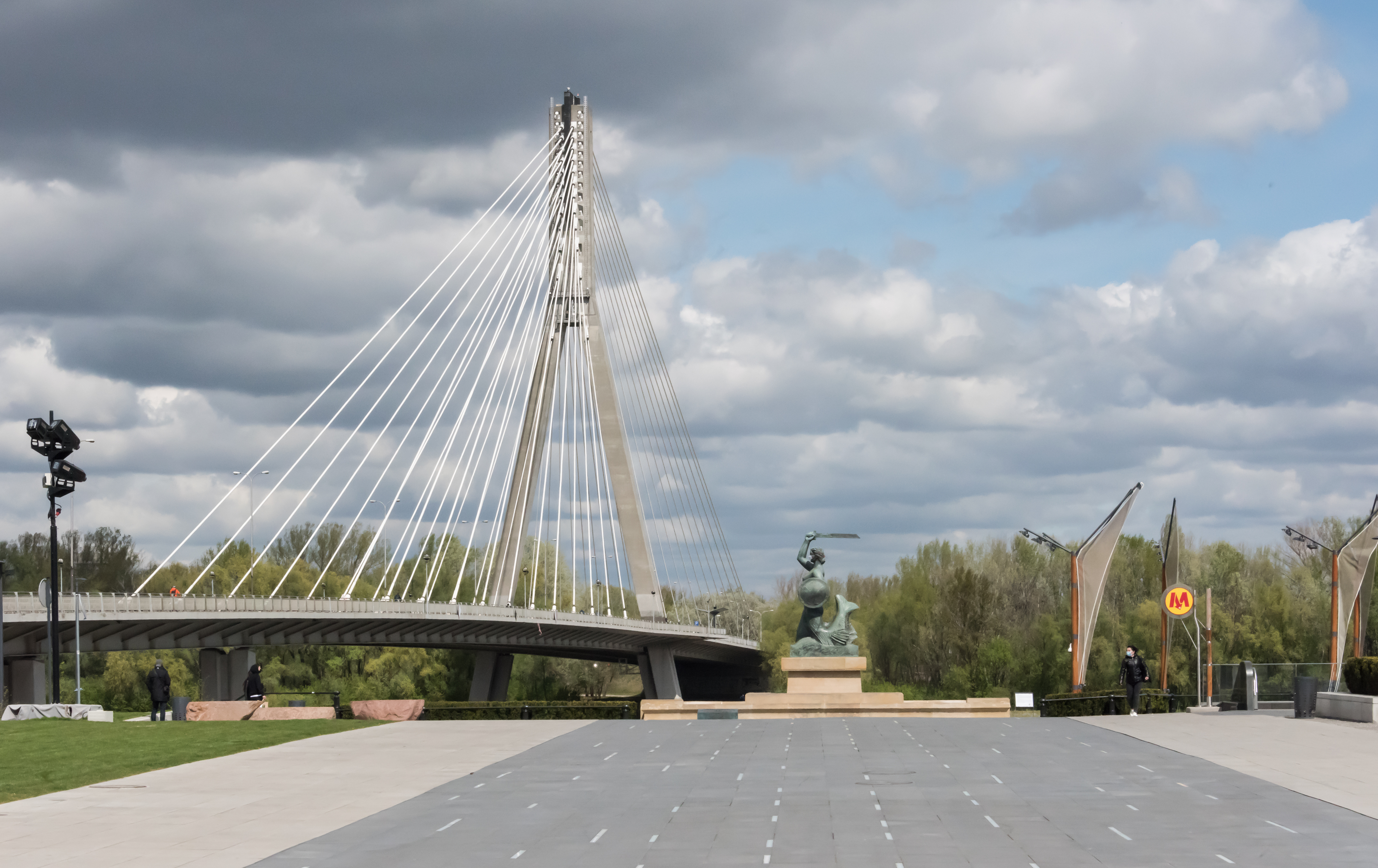
Pomnik i jego otoczenie w 2020
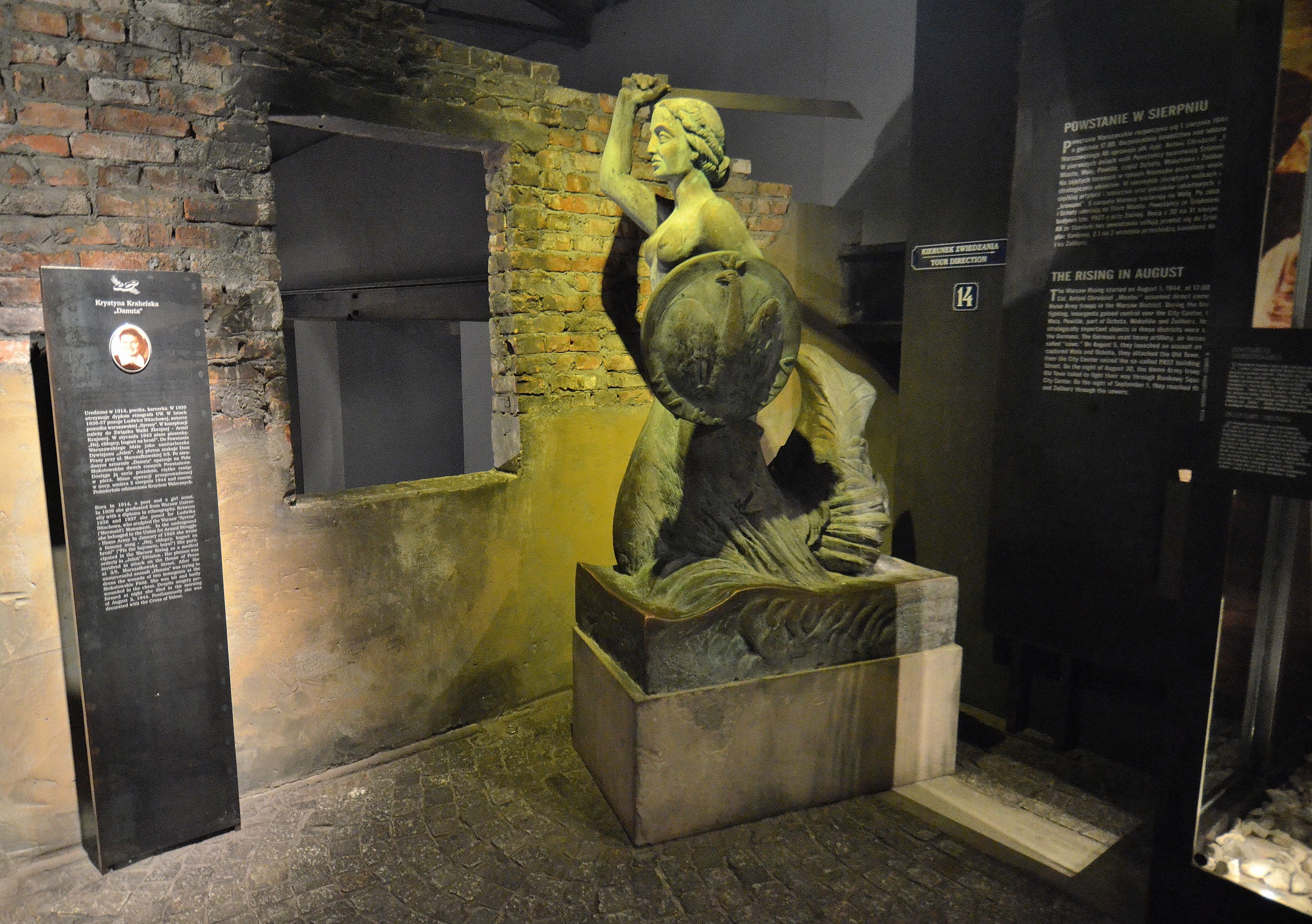
Kopia monumentu w Muzeum Powstania Warszawskiego